# The Black Knight (phim)
Hắc kị sĩ (tiếng Anh: The black knight) là một phim phiêu lưu của đạo diễn Tay Garnett, xuất bản ngày 28 tháng 10 năm 1954.

## Nội dung
Trong thời đại Arthur, chàng thợ rèn John (Alan Ladd) nuôi chí trở thành kị sĩ để chinh phục trái tim tiểu thơ Linet (Patricia Medina), ái nữ của bá tước xứ Yeonil.

## Kỹ thuật

### Sản xuất
- Chỉ đạo nghệ thuật: Alex Vetchinsky
- Phục sức: Beatrice Dawson

### Diễn xuất
- Alan Ladd... John
- Patricia Medina... Linet
- André Morell... Sir Ontzlake
- Harry Andrews... Lão bá tước xứ Yeonil
- Pauline Jameson... Lão bá tước phu nhân xứ Yeonil
- Peter Cushing... Sir Palamides
- Patrick Troughton... Vua Mark
- Anthony Bushell... Vua Arthur
- Bill Brandon... Bernard
- Ronald Adam... Abbott
- Jean Lodge... Vương hậu Guinevere
- John Laurie... John
- Elton Hayes... Du ca sĩ
- Laurence Naismith... Quan lớn Domo